# Friedrich Luft (Mediziner)
Friedrich C. Luft (* 4. März 1942 in Berlin) ist ein US-amerikanischer Mediziner (Nephrologe). Er ist für Forschungen zum Bluthochdruck bekannt.

## Leben
Luft ist der Sohn des Höhenphysiologen Ulrich Cameron Luft und der Neffe des bekannten Berliner Theaterkritikers Friedrich Luft. Er wuchs ab 1947 in den USA auf und studierte dort Zoologie am Colorado College (Bachelor-Abschluss 1964) und Medizin an der Thomas Jefferson University mit der Promotion (MD) 1968. Er war zwei Jahre in der US Army. Von 1975 bis 1989 war er Professor an der Abteilung für Nierenheilkunde (Nephrologie) und Intensivmedizin an der Indiana University School of Medicine in Indianapolis, mit einer vollen Professur ab 1982. In den USA war er als Facharzt für Innere Medizin, Nephrologie und Intensivmedizin zugelassen. Von 1984 bis 1986 war er Gastwissenschaftler an der Universität Heidelberg. 1989 wurde er Professor an der Universität Erlangen-Nürnberg und 1992 wurde er Leiter der Abteilung Nephrologie, Genetik und Bluthochdruck an der Franz-Volhard-Klinik für Herz-Kreislauf-Krankheiten der Charité in Berlin-Buch, und als diese 2001 zur Helios Klinik Berlin-Buch wurde, war er Leiter der Inneren Medizin und Nephrologie. 2010 trat er von seinen klinischen Funktionen zurück.
Seit ihrer Gründung 2007 ist er Direktor des Experimental and Clinical Research Center (ECRC) in Berlin-Buch von Charité und Max-Delbrück-Centrum für Molekulare Medizin (MDC) in Berlin-Buch, das zur Helmholtz-Gesellschaft gehört. Am MDC leitet er seit 1992 eine Forschungsgruppe.
Er ist außerdem seit 2007 Helen C. Levitt Gastprofessor an der University of Iowa (Roy J. and Lucille A. Carver College of Medicine).
Er ist US-amerikanischer Staatsbürger.

## Werk
In den 2010er Jahren gelang ihm und seinen Mitarbeitern ein Durchbruch in der Bluthochdruckforschung, welcher aus seiner jahrzehntelangen genetischen Untersuchung (ab 1994) einer türkischen Familie aus Anatolien resultierte. Die Hälfte der Familienmitglieder litt an einem extremen (im Mittel 50 mmHg über einem Normalwert von 140/90 mmHg) genetisch bedingten Bluthochdruck, der unbehandelt zum Tod meist vor dem 50. Lebensjahr führte. Gleichzeitig hatten die Betroffenen verkürzte Finger (Brachydaktylie Typ E). Die Forscher konnten die Ursache der Erbkrankheit auf Punktmutationen im Gen PDE3A auf Chromosom 12 eingrenzen, das für das Enzym Phosphodiesterase-3a kodiert. Das Enzym bewirkt den Abbau des wichtigen Sekundären Botenstoffs cAMP und der Gendefekt führte zur Überexpression von Phosphodiesterase 3a und zu verstärktem cAMP-Abbau. Das hat einerseits zur Folge, dass sich die glatten Muskelzellen in den Blutgefäßwänden verstärkt teilen und die Gefäßwände so dicker werden (Bluthochdruck), andererseits hat es Auswirkungen auf die Expression des Gens PTHLH (Parathyroid-hormone like hormone) in Knorpelzellen, das für das Knorpelwachstum wichtig ist: cAMP-Mangel führt dazu, dass es nicht ausgelesen werden kann (Brachydaktylie). Der von Luft und seinen Mitarbeitern entdeckte Bluthochdruck-Mechanismus wirkt nur über die Blutgefäße und nicht über die Nieren. Diese seltene autosomal-dominante Erbkrankheit heißt nach dem Endokrinologen Ahmet Nihat Bilginturan heute Bilginturan-Syndrom.
Luft untersuchte außerdem die Salz-Sensitivität des menschlichen Körpers und Einflussfaktoren darauf, zum Beispiel genetischer Art (wie bei einem bestimmten Haptoglobin-Phänotyp). 1983 zeigte Luft mit Kollegen, dass kein Zusammenhang zwischen Kochsalzausscheidungsrate über die Nieren (zum Beispiel nach hohem Salzkonsum) und Bluthochdruck bestand. Später fand er aber mit Mitarbeitern einen anderen Mechanismus im Salzhaushalt des Körpers, der Bluthochdruck erzeugt. Bei Ratten gelang ihnen die Entdeckung eines bis dahin unbekannten Speichermechanismus von Kochsalz in der Haut, dessen Störung Bluthochdruck verursacht. Das Salz wird im Interstitium zwischen den Zellen gelagert, verursacht durch die Anregung der Bildung von Lymphgefäßen über den Wachstumsfaktor VEGF-C (Vascular endothelial growth factor C), was von Makrophagen gesteuert wird.
Mit seiner Forschungsgruppe entwickelte er eine Methode, mit der Magnetresonanztomographie die Kochsalzverteilung im Körper abzubilden.
Weitere Forschungen von Luft und seinen Mitarbeitern betreffen Gefäßentzündungen und deren genetische Ursachen.

## Ehrungen und Mitgliedschaften (Auswahl)
- 1988 Max-Rubner-Preis der Deutschen Gesellschaft für Ernährung
- 2001 Preis der Helmut-und-Ruth-Lingen-Stiftung (Köln)
- 2001 Ehrendoktorwürde der Universität Pécs
- 2002 Mitglied der Leopoldina[8]
- 2004 Richard Bright Award der Amerikanischen Gesellschaft für Bluthochdruck
- 2007 Hypertonie-Forschungspreis der American Heart Association
- 2007 Franz-Volhard-Medaille der Deutschen Gesellschaft für Nephrologie
- 2019 Ehrendoktorwürde der Friedrich-Alexander-Universität Erlangen-Nürnberg
- 2022 Peter Sleight Award for Excellence in Hypertension Clinical Research der World Hypertension League (WHL)[9]